# ICarly: Ciao Carly
iCarly: Ciao Carly (Originaltitel iGoodbye) ist ein US-amerikanischer Fernsehfilm von 2012. Er wurde von Dan Schneider produziert, der auch der Produzent der dazugehörigen Serie iCarly ist. Es ist der zehnte iCarly-Film und das Serienfinale zur gleichnamigen Serie. iCarly: Ciao Carly wurde in den USA zum ersten Mal am 23. November 2012 auf dem US-amerikanischen Fernsehsender Nickelodeon ausgestrahlt. Die Erstausstrahlung wurde von 6,43 Millionen Zuschauern gesehen. Die deutschsprachige Erstausstrahlung wurde am 12. April 2013 auf dem deutschsprachigen Nickelodeon gezeigt.

## Handlung
Freddie hat ein neues, sehr großes Handy, beinahe in der Größe eines Tablets. Um es besser tragen zu können, kauft er im Einkaufszentrum eine Damenhandtasche dafür, da gewöhnliche Handytaschen zu klein sind. Gibby will dort ein neues Abbild seines Kopfes erstellen, da er das alte in Las Vegas verkauft hat, bleibt aber im Scanapparat stecken und kann sich nur mit Mühe befreien, woraufhin ihm der Händler als Wiedergutmachung ein Wiesel überlässt. Sam hilft Spencer, ein altes Motorrad für Sockos Cousin Ryder zu reparieren und besorgt dafür ein fehlendes Teil bei dem Mechaniker Meekalito (Dan Schneider). Als Socko sich mit Ryder zerstreitet, kann Spencer das Motorrad behalten und entscheidet sich, es Sam zu schenken, da sie Carly über die Jahre eine so gute Freundin gewesen ist.
Carly freut sich sehr auf einen Vater-Tochter-Tanz, doch ihr Vater versetzt sie wieder einmal wegen seiner Karriere bei der US Air Force. Spencer bietet sich ersatzweise als Tanzpartner an und sagt dafür sogar sein Date ab, doch er wird plötzlich krank, da er sich bei Lewbert angesteckt hat. Carly ist deshalb sehr frustriert, doch ihr Vater taucht schließlich doch noch auf, um sie zu begleiten, hat aber nur wenige Stunden Zeit. Er bietet ihr an, mit ihm in Italien zu leben, wo er nahe Florenz auf einer Militärbasis arbeitet. Nachdem sie das Okay ihrer Freunde und ihres Bruders hat, willigt Carly schweren Herzens ein, auch wenn das bedeutet, dass sie nun zum letzten Mal iCarly moderiert. Während der letzten Webshow bedanken sich die Freunde bei ihren Fans für deren Unterstützung über die Jahre und teilen ihnen mit, dass Carly mit ihrem Vater nach Italien geht. Im Flugzeug sieht Carly sich einige alte iCarly-Folgen an.
Die letzten Szenen zeigen Spencer, Freddie und Sam wie sie mit Carlys Abschied umgehen. Zum Schluss fährt Sam mit ihrem Motorrad weg. Es bildet so den Übergang zum iCarly-Spin-off Sam & Cat.

## Synchronisation
| Rolle               | Schauspieler     | Synchronsprecher   |
| ------------------- | ---------------- | ------------------ |
| Carly Shay          | Miranda Cosgrove | Rubina Kuraoka     |
| Sam Puckett         | Jennette McCurdy | Anne Helm          |
| Freddie Benson      | Nathan Kress     | Christian Zeiger   |
| Spencer Shay        | Jerry Trainor    | Julien Haggége     |
| Gibby               | Noah Munck       | Leonard Walenta    |
| Colonel Steven Shay | David Chisum     | Viktor Neumann     |
| Mrs. Benson         | Mary Scheer      | Christin Marquitan |
| Francine Briggs     | Mindy Sterling   | Ulrike Lau         |
| Lewbert             | Jeremy Rowley    | Rainer Fritzsche   |
| T-Bo                | BooG!e           | Christoph Banken   |

## Trivia
- Bei der deutschen Erstausstrahlung am  12. April 2013 wurde der Titel mit Ciao Charly falsch eingeblendet. Erst nach der Ausstrahlung wurde der Fehler ausgebessert und ab der Zweitausstrahlung am 19. April 2013 richtig eingeblendet.[2][3]